# Steve Hawes
Steven Sherburne Hawes, né le 26 mai 1950 à Seattle, Washington, est un ancien joueur américain professionnel de basket-ball. Il fut sélectionné à sa sortie de l’équipe universitaire des Huskies de Washington par les Cavaliers de Cleveland en 1972 en 24e choix.
Il est l'oncle de Spencer Hawes, lui aussi joueur professionnel de Basket-ball.